# Leucopogon dammarifolius
Leucopogon dammarifolius är en ljungväxtart som beskrevs av Adolphe-Théodore Brongniart och Gris. Leucopogon dammarifolius ingår i släktet Leucopogon och familjen ljungväxter. Inga underarter finns listade i Catalogue of Life.